# مدکن
مدکن (به انگلیسی: Madcon) (مخفف Mad Conspiracy به معنی توطئهٔ دیوانه‌کننده) گروه موسیقی هیپ‌هاپ و رگی نروژی می‌باشد که در سال ۱۹۹۲ آغاز به کار کرد. این گروه از شاوه باقوا و یوسف ولده-مریام تشکیل شده‌است.